# Raimo Heino
Raimo Heino (Helsinki, 13 september 1932 - 30 november 1995) uit Finland is de ontwerper van het Finse muntstuk van twee euro. Alle ontwerpen bevatten de twaalf Europese sterren en het jaar waarin ze geslagen zijn.
- International Standard Name Identifier: 0000 0000 6792 6255
- KulturNav: 9bea557a-c93f-4f82-aa9b-4dda4cd874dc
- Union List of Artist Names: 500069519
- Virtual International Authority File: 96164834

1. 1 2  The National Biography of Finland; geraadpleegd op: 14 augustus 2024; Kansallisbiografia-identificatiecode: 1374.